# Вајена (Луизијана)
Вајена (енгл. Vienna) град је у америчкој савезној држави Луизијана.

## Демографија
По попису из 2010. године број становника је 386, што је 38 (-9,0%) становника мање него 2000. године.
| Група             | 2000.       | 2010.       |
| Белци             | 414 (97,6%) | 356 (92,2%) |
| Афроамериканци    | 5 (1,2%)    | 13 (3,4%)   |
| Азијати           | 2 (0,5%)    | 5 (1,3%)    |
| Хиспаноамериканци | 3 (0,7%)    | 7 (1,8%)    |
| Укупно            | 424         | 386         |